# Адрианов Успенский монастырь
Адриа́нов Успе́нский монасты́рь — мужской монастырь Рыбинской епархии Русской православной церкви, расположенный в деревне Андрианова Слобода Пошехонского района Ярославской области.

## История
В дремучем лесу два постриженника Корнилиева Комельского монастыря иеродиакон Адриан Пошехонский и престарелый монах Леонид основали скит, где жили отшельниками. По преданию, произошло это 13 сентября 1540 года.
После трёх лет отшельнической жизни, в 1543 году, преподобные Адриан и Леонид решили основать мужской монастырь, для чего отправились в Москву, где получили благословение митрополита Московского Макария, который вручил им храмозданную грамоту, а иеродиакона Адриана рукоположил во иеромонаха и возвёл в сан игумена. В Москве пошехонские пустынники нашли щедрых благотворителей, которые, видя их дерзновение, подали обильные пожертвования на возведение храма.
Вернувшись в свою пустынь 31 мая 1543 года, игумен Адриан заложил деревянную церковь с трапезой в честь Успения Пресвятой Богородицы. В монастыре был введён строгий общежительный устав по образцу устава Корнилиева Комельского монастыря. Женщины совершенно не имели доступа в монастырь, поэтому его называли ещё Северным Афоном. За оградой монастыря, недалеко от реки Ветхи, преподобный Адриан своими руками ископал колодец, вода из которого приносила людям исцеление от болезней.
Со временем братия увеличилась. Преподобный Адриан задумал строительство каменного храма и собрал на это нужную сумму, однако в ночь с 5 на 6 марта 1550 года в обитель ворвались разбойники, ограбили монастырь и убили игумена Адриана, отвезя его за 30 вёрст от обители, бросили в бочаг речки Ушломы. Благочестивый крестьянин, ставший потом священником, Исидор, с помощью соседей отвёз тело мученика к ветхой церкви во имя пророка Илии и похоронил под полом храма, а рядом для приметы посадил рябину. Впоследствии храм окончательно разрушился, а у той рябины стали совершаться чудеса и исцеления. Затем на этом месте был выстроен Рябинин монастырь, приписанный к Адрианову.
В 1626 году мощи преподобного Адриана были обретены нетленными. Во время их перенесения в обитель совершилось множество исцелений.

В начале XVII века в монастыре была возведена каменная двухэтажная пятиглавая тёплая трапезная церковь в честь Богоявления Господня, однако время её постройки достоверно не известно: в клировых ведомостях отчёта за 1905 год, а также в «Кратких сведениях о монастырях» указан 1615 год. В ней был придел Рождества Пресвятой Богородицы. Успенская каменная соборная церковь с приделами в честь святителя Николая и святых мучеников Адриана и Наталии была построена в 1718 году. Оба храма были построены на средства благотворителей. Кроме того, в 1791 году на месте уединённой молитвы преподобного Адриана была выстроена каменная часовня. 

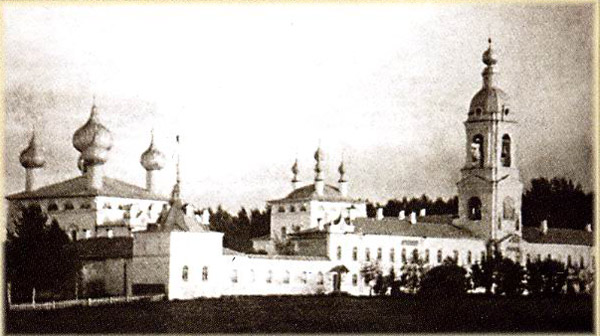
Монастырь на фотографии 1910 года.

В соборной церкви Успения Пресвятой Богородицы, возле правого клироса, почивали мощи святого Адриана.
В 1699 году все деревянные монастырские строения сгорели при пожаре. В начале XVIII века по благословению митрополита Ростовского Иоасафа, а затем митрополита Ростовского Димитрия на месте сгоревших храмов были выстроены новые. В 1701 году игумен Феодосий испросил позволения на строительство церкви святителя Николая Чудотворца, освящённой в 1704 году. Был ли этот храм отдельной постройкой или одним из соборных приделов, неизвестно.
В монастыре находилась также чудотворная икона Успения Божией Матери, которую принёс сюда святой Адриан из Корнилиева Комельского монастыря; хранились вериги, игуменский посох, древняя икона преподобного Адриана.
В 1888 году при монастыре была устроена церковно-приходская школа, в которой в разные годы обучалось до 70 мальчиков и девочек. Её капитал составлял 400 рублей. При монастыре имелся странноприимный дом, в котором находили приют и пропитание богомольцы и странники.
Ежегодно совершались крестные ходы из обители в Пошехонье, главным образом связанные с перенесением чудотворной иконы Успения Пресвятой Богородицы (самые значительные — с 21—24 июня по 1 августа и с 14 сентября по 1 октября). В 1908 году монастырь получал 711 рублей 42 копейки казённого содержания в год, и обладал 41 260 рублями в ценных бумагах, 18 195 рублями капитала братии и 154 десятинами и 1666,5 квадратными саженями земли.
В 1918 году монастырь был официально закрыт советской властью, но монашеская община продолжала существовать. Около 1928 года монастырь окончательно закрыли; братия была репрессирована. После этого в монастыре размещался совхоз.

### Возрождение
В 1990-е годы то, что осталось от монастыря, было возвращено Церкви. К 2000 году сохранились полуразрушенные Успенский храм, колокольня, трапезный и настоятельский корпуса и конюшня. Монастырь был единственным сохранившимся на территории Пошехонского района памятником архитектуры XVIII—XIX веков.

В соответствии с определением Священного синода от 7 марта 2000 года монастырь был открыт, но как женский. Настоятельницей монастыря была утверждена игумения Дамиана (Латышева). Указом архиепископа Ярославского и Ростовского Михеем (Хархаровом) 20 декабря 2000 года был назначен первый священник после открытия монастыря, иеромонах Адриан (Брагин). 

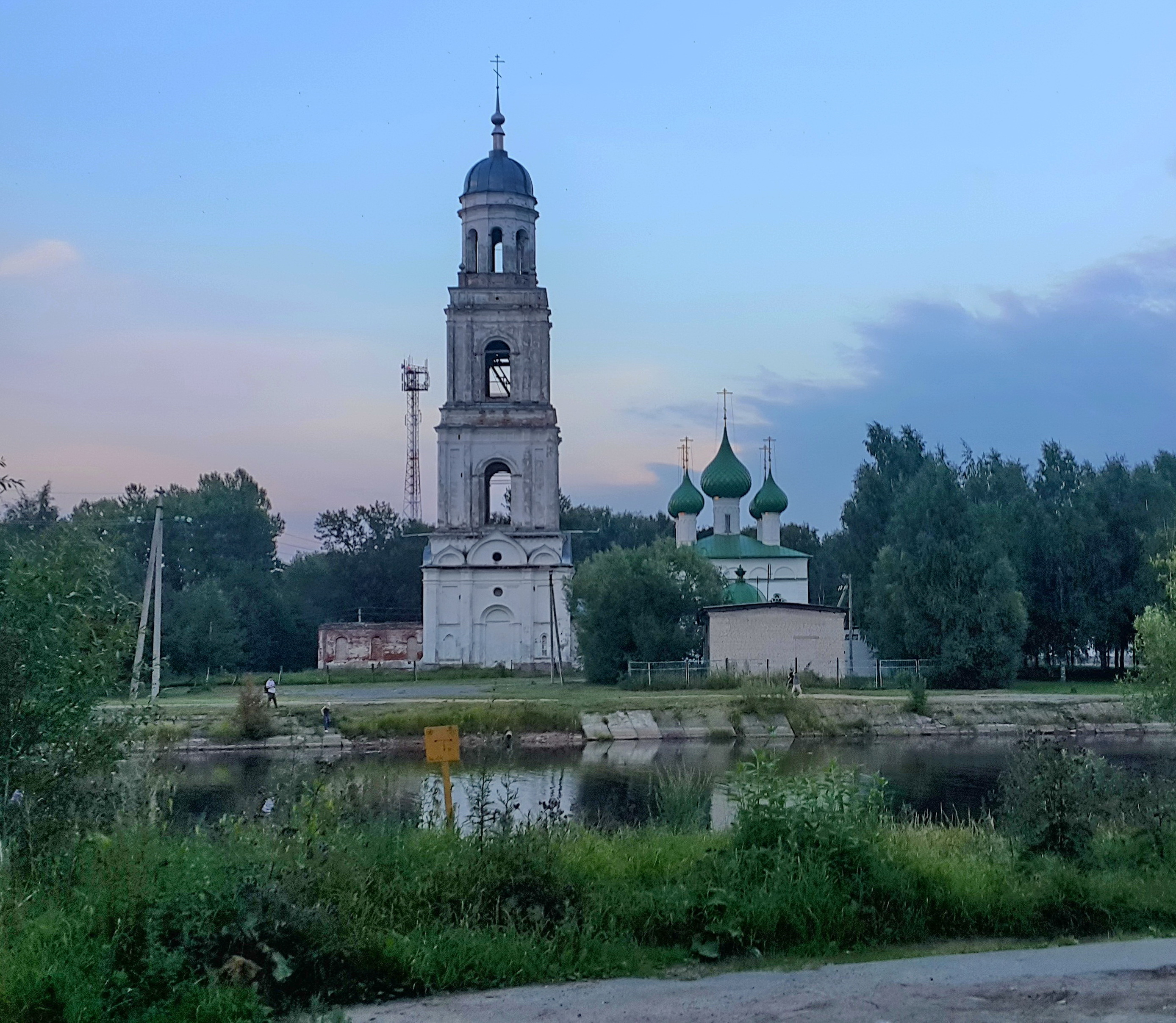
Монастырь летом 2018 года

Начали с того, что стали очищать здания от мусора. Богослужение совершалось в сенях Богоявленского храма. Первая зима для сестёр была крайне тяжёлая. Не было света, отопления, температура в кельях опускалась ниже ноля. Первоначально на деньги, выделенные Московской патриархией, начался ремонт в келейном корпусе.
6 октября 2006 года Священный синод в ответ на прошение архиепископа Ярославского и Ростовского Кирилла благословил преобразование монастыря в мужской. Исполняющим обязанности наместника в монастыре был назначен иеромонах Феодор (Казанов).
В 2007 году наместником монастыря был назначен иеромонах Димитрий (Буров). Тогда же был оштукатурен весь колокольный комплекс, сделана новая крыша и все строительные работы внутри северного крыла.
В марте 2009 года наместником монастыря стал Иоанн (Коваленко), переведённый сюда из Переяславского Троицкого Данилова монастыря. Вслед за ним последовала почти вся братия Троицкого Данилова монастыря. Адрианов монастырь фактически был отрезанным от мира скитом. Иногда не было денег на свечи, лампадное масло, нечем было кормить братию. Положение спасали паломники из Переславля, не оставлявшие своих духовных наставников, родственники кого-то из насельников обители, которые нередко на свои деньги приобретали продукты, всё необходимое для обители. В довершении всем испытаниям в обители случился пожар, который наместник потушил с братией.

## Настоятели и наместники
- Адриан Пошехонский (1543—1550)
- Феодосий (упом. 1701)
- Дамиана (Латышева) (7 ноября 2000—2006)
- Феодор (Казанов) (2006—2007) и/о
- Димитрий (Буров) (12 октября 2007 — 31 марта 2009)
- Иоанн (Коваленко) (31 марта 2009 — осень 2013)
- Платон (Шуняев) (c 5 мая 2015)[8]